# Castor géant du Nebraska
Castoroides ohioensis
Espèce
Castoroidus ohioensis est une espèce éteinte de castors géants mesurant environ 3 mètres de long qui a vécu en Amérique du Nord. Elle a disparu il y a environ 12 000 ans à la fin du Pléistocène, lors de l'extinction de l'Holocène. Son surnom de « castor géant du Nebraska » provient de son ancien nom binomial : Castoroides nebrascensis.
Il ne construisait probablement pas de barrage du fait de sa taille. Certains paléontologues pensent donc que sa disparition est la conséquence de celle de son biotope, les grands marécages. En revanche, son cousin plus petit, qui construit des barrages et crée son environnement, n'a pas rencontré les mêmes difficultés.

## Description
Ses caractéristiques physionomiques étaient impressionnantes, jusqu'à 2,5 mètres de haut, de quoi rivaliser avec les ours présents dans ces régions. Morphologiquement, ils étaient pourvus d'incisives pointues leur permettant de se nourrir de fruits durs et de petits animaux. Contrairement aux castors contemporains, ils avaient également une queue arrondie tel le rat musqué.

## Extinction
Son extinction remonterait à près de 12 000 ans à la fin de la dernière ère glaciaire. Ils auraient accompagné les mammouths et autres chevaux ancestraux. Ceci serait dû à la disparition de leur biotope et/ou à l'arrivée des êtres humains. A la même époque, de nombreuses espèces de la mégafaune ont en effet également disparu en Amérique comme le paresseux terrestre de Jefferson.